# The Business (série télévisée)
The Business est une série télévisée canadienne en seize épisodes d'environ 22 minutes créée par Phil Price et diffusée entre le 4 août 2006 et le 23 septembre 2007 sur The Movie Network. Elle a aussi été diffusée sur IFC aux États-Unis.
Cette série est inédite dans tous les pays francophones.

## Distribution

### Acteurs principaux
- Kathleen Robertson : Julia Sullivan, productrice
- Rob deLeeuw (en) : Vic Morgenstein, fondateur de Vic's Flicks
- Nicolas Wright : Rufus Marquez, réalisateur
- Trevor Hayes : Tony Russ, PR/Marketing pour Vic's Flicks
- James A. Woods (en) : Lance Rawley, star du film House of Fear

### Acteurs récurrents
- Kaela Bahrey : Beatrice Morgenstein, la fille de Vic
- Matt Silver : Terrence von Holtzen, le nouvel associé
- Nobuya Shimamoto : Kenji Nakamura, ancien beau-frère de Vic
- Ellen David : Shelley Baker, secrétaire de Vic's Flicks
- Glenda Braganza (en) : Nancy Drake, la nouvelle employée
- Neil Napier : Wendell Cooper, le comptable
- Sophie Grégoire : Brooke Fairchild.
- Claire Brosseau : Rhonda Goldenblatt, décoratrice d'intérieur
- Karen Cliche : Scarlet Saint-James, star d'un film produit par Vic

## Épisodes

### Première saison (2006)
1. The Business (Pilot)
2. Vic’s Flicks
3. Strings
4. A Star is Porn
5. Check Please
6. T-Day
7. The Closer
8. Thats a Wrap

### Deuxième saison (2007)
1. Back in the Business
2. Vic's Bringing Sexy Back
3. Lance-A-Lot
4. Twofus
5. Full Moon and Half Nuts
6. The Family Jules
7. Field Trip to Hollywood: Part 1
8. Field Trip to Hollywood: Part 2